# Tauape

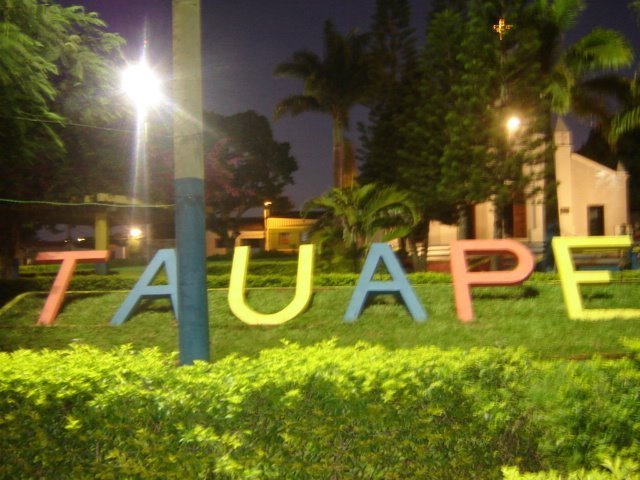

Tauape é um distrito pertencente administrativamente ao município de Licínio de Almeida, no estado da Bahia. Está localizado a cerca de 670 quilômetros de Salvador, a uma altitude de cerca de 690 metros e sua população é de cerca de duas mil pessoas, tendo sua economia baseada na agricultura familiar, exploração de manganês e extração de ametista. Tauape está a 13 quilômetros da sede do município Licínio de Almeida. e cerca de 30 quilômetros da cidade de Caculé.

## História
Tauape surgiu em meados do século XIX, tendo como fundador o major Domingos Garcia Leal Tupinambá, desbravador vindo do sul da Bahia em direção a Minas Gerais. Resolveu se fixar ali, erguendo então a primeira construção do lugar. Recebeu como primeiro nome, o nome de Furados, devido a suas caracteristicas geográficas, modificado pela fonação para Surados.
No ano de 1878 o fundador Domingos Tupinambá construiu uma capela e mandou trazer de Portugal a imagem de Nossa Senhora da Piedade. Foi realizada, então, a primeira festa da padroeira no mês de agosto daquele ano, a Festa de Agosto. A partir daí o nome do lugar mudou mais uma vez, passou a se chamar Piedade, em homenagem a sua nova padroeira. Devido a certos trames políticos, a partir de 1940, por determinação do governo estadual, o povoado foi rebatizada com o nome de Tauape, que tem como significado nativo "campos verdes com flores amarelas" [carece de fontes?].